# Frank György (teológus)
Frank György (Nagyvárad, 1742. augusztus 24. – Győr, 1822. november 30.) bölcseleti és teológiai doktor, győri kanonok és főesperes, egyetemi tanár, egyháztörténész.

## Élete
Mint esztergomi főegyházmegyei növendékpap a teológiát 1765-1766-ban Bécsben hallgatta; 1769-ben szentelték pappá. 1774. október 6-án az egyháztörténelem tanára lett; tanított Nagyszombatban, Budán és Pozsonyban 1787-ig; azután a pozsonyi egyetemes papnevelő igazgatója volt 1790-ig, egyszersmind mérkuti apát. Ebben az évben nevezték ki győri kanonokká, majd székesegyházi főesperessé és püspöki helynökké.

## Munkái
- Seculum secundum antiquissimi seminarii Sancti Stephani regis et apostoli Hungariae a. s. 1766. celebratum. Dum sacra ejus familia divo suo tutori annu solennia festis honoribus persolveret. Tyrnaviae.
- Introductio in Historiam Ecclesiasticam Novi Testamenti tribus dissertationibus comprehensa de Chronlogiae Technicae Elementis, de Geographia Politico-Ecclesiasticae Principiis, ac de Fontibus Historiae Ecclesiasticae, rectoque horum usu, et scriptoribus recentioris aevi. Budae, 1783.
- Humfredi Ditton Veritas religionis christianae ex resurrectione Jesu Christi demonstrativa methodo comprobata. Cum Appendice de immaterialitate animarum, et nonnullis aliis momentosis Religionis naturalis placitis. Opus eximium ex Gabr. Vilh. Goetteni versione Germanica in latinum sermonem translatum. Posonii, 1811.

Kéziratban: De tolerantia. De aevi nostri Gnosticis. Synopsis Historiae Ecclesiasticae.